# 托吉安鹿豚
托吉安鹿豚（学名：Babyrousa togeanensis），是體型最大的鹿豚。牠住在印尼的托吉安群島，曾經被認為是馬魯古鹿豚的一個亞種，至2002年才獨立成一種。體型比西里伯斯鹿豚大，擁有發達的尾巴，雄獸的上獠牙都比較短、纖細。